# Franz Joseph Stalder

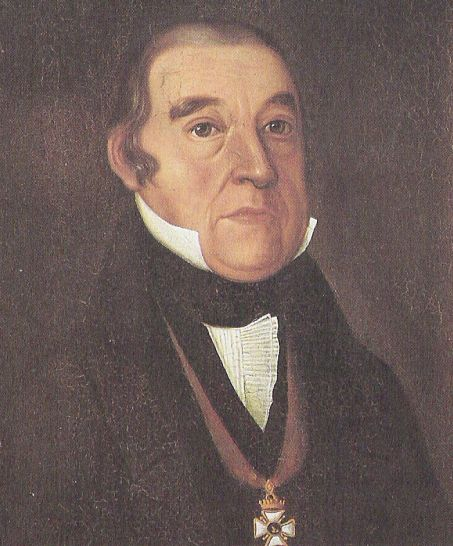
Franz Joseph Stalder

Franz Joseph Stalder, auch Franz Josef Stalder (* 14. September 1757 in Luzern; † 25. Juli 1833 in Beromünster), war ein Schweizer katholischer Geistlicher und Dialektologe.
Von Stalder stammt der erste Versuch einer schweizerdeutschen Grammatik und der erste Versuch eines umfassenden schweizerdeutschen Wörterbuchs. Mit seinem Wörterbuch wollte er nachweisen, dass Schweizerdeutsch eine Sprache sui generis ist mit Wurzeln, die bis ins Mittelalter zurückreichen, und die sich gegenüber der deutschen Schriftsprache mit eigenem Recht behauptet. Er liess auch das Gleichnis vom verlorenen Sohn in 42 alemannische, sechs bündnerromanische, acht lombardische, elf frankoprovenzalische und vier französische Dialekte aus der ganzen Schweiz übersetzen, was zu einem bis heute einzigartigen gesamtschweizerischen Vergleichstext geführt hat und einen Einblick in den mundartlichen Sprachstand des frühen 19. Jahrhunderts ergibt.

## Leben

### Lebenslauf
Stalder entstammte einer alteingesessenen Familie aus Luzern; sein Vater war Jakob Anton Stalder, seine Mutter Maria Theresia, geborene Dula. Er besuchte das Luzerner Jesuitenkollegium in seiner Vaterstadt und empfing im Jahr 1780 die Priesterweihe. Daraufhin diente er zuerst als Pfarrvikar bei Joseph Xaver Schnyder von Wartensee in Schüpfheim und anschliessend von 1781 bis 1785 als Pfarrhelfer in Luzern. Als Pfarrer wirkte er von 1785 bis 1792 in Romoos und danach bis 1822 in Escholzmatt. Neben seiner Tätigkeit als Seelsorger widmete er sich als Schulinspektor des Entlebuchs der Reform der Volksschule. Ab 1791 war er Mitglied der aufklärerisch und vaterländisch gesinnten Helvetischen Gesellschaft, die er verschiedentlich auch präsidierte. 1801 wurde er Kämmerer, 1809 Dekan von Sursee, und 1811 wurde er zum Chorherrn von Beromünster (damals Münster) ernannt – eine Position, die er 1822 im fortgeschrittenen Alter antrat. Im gleichen Jahr nahm ihn die Berlinische Gesellschaft für deutsche Sprache als ihr Mitglied an.
Stalders Biographie weist «empfindliche Lücken» auf, weil fast sein gesamter Nachlass einschliesslich der Korrespondenz von den Erben vernichtet wurde. Seine Bibliothek im Umfang von rund tausend Büchern sowie das Manuskript seines überarbeiteten Wörterbuchs überliess er jedoch testamentarisch der Bürgerbibliothek Luzern.

### Stalder als Pfarrer und Pädagoge
Wie andere katholische Geistliche des ausgehenden 18. Jahrhunderts – etwa Jost Bernhard Häfliger und Josef Felix Ineichen – war Stalder gegenüber der Aufklärung und der Französischen Revolution positiv eingestellt, wurde später aber zunehmend konservativ. Einen starken Einfluss auf ihn übten der liberale Theologie und Regensburger Bischof Johann Michael Sailer und der Philosoph Immanuel Kant aus. In der Zeit Napoleon Bonapartes, die auch in der Schweiz viel kriegsbedingtes Elend hervorbrachte, setzte er sich stark für die Armen ein und verlangte von der Luzerner Regierung, sie solle die Ablösung des Zehnten für die Bauern möglichst einfach gestalten. 1806 sprach er sich jedoch gegen die Reformen des Konstanzer Generalvikars Ignaz Heinrich von Wessenberg aus und forderte, dass das auf schweizerischem Gebiet liegende Gebiet des Bistums Konstanz von diesem losgelöst werde. In der frühen Restaurationszeit verteidigte er schliesslich das Recht der Kirche und der Pfarrer gegenüber dem Staat.
Als Inspektor des Schulbezirks Entlebuch setzte er sich ab 1798 stark für die Volksbildung ein. Er kritisierte den passiven Erziehungsrat (die ihm vorgesetzte kantonale Schulbehörde), die schlecht ausgebildeten Schulmeister und die untätigen Gemeindebehörden. Er sah aber auch ein, dass es die Armut war, welche die Eltern dazu brachte, die Kinder zur Arbeit statt zur Schule zu schicken. In seinem Amtsbezirk besuchte Stalder die Schule jede Woche, um den Fortschritt zu überprüfen, und er arrangierte gegenseitige Besuche der Schulklassen in Escholzmatt, Schüpfheim und Flühli, um das Interesse der Schüler zu wecken. In den zehn Jahren seines Wirkens als Schulinspektor erreichte er, dass sich die Anzahl Schulen im Entlebuch um das Dreifache erhöhte.

## Schreiben
Als Schriftsteller und Wissenschafter war er schon zu Lebzeiten über die Landesgrenzen hinaus bekannt. Für sein Wörterbuch und seine Grammatik konnte er sich auf ein grosses Netz von Informanten abstützen, hauptsächlich reformierte und katholische Geistliche. Aber auch mit Sprachforschern und Autoren stand er in brieflichem Kontakt, so mit den Brüdern Grimm, den Brüdern Schlegel, Ludwig Uhland und Johann Peter Hebel.

### «Fragmente über Entlebuch»
Stalders erstes Werk waren zwei Bände über das Amt Entlebuch, übertitelt mit Fragmente über Entlebuch, nebst einigen Beylagen allgemein schweizerischen Inhalts. Sie sind eine Beschreibung des Lebens und Denkens der ländlichen Bevölkerung dieser voralpinen Talschaft, für deren Konservatismus und archaische Bräuche er als Mann der Aufklärung freilich wenig Verständnis zeigte. So schrieb er, ihre Tänze und ihre Musik seien «wie bey den Negern auf der afrikanischen Küste», und den Brauch der Poschterlijagd in der Adventszeit charakterisierte er als «korybantisches Scharivari». Über den Kiltgang, die gegenseitigen Besuche und das allfällige erotische Ausprobieren der Jungen, schrieb er hingegen ganz nüchtern.

### «Versuch eines schweizerischen Idiotikon»

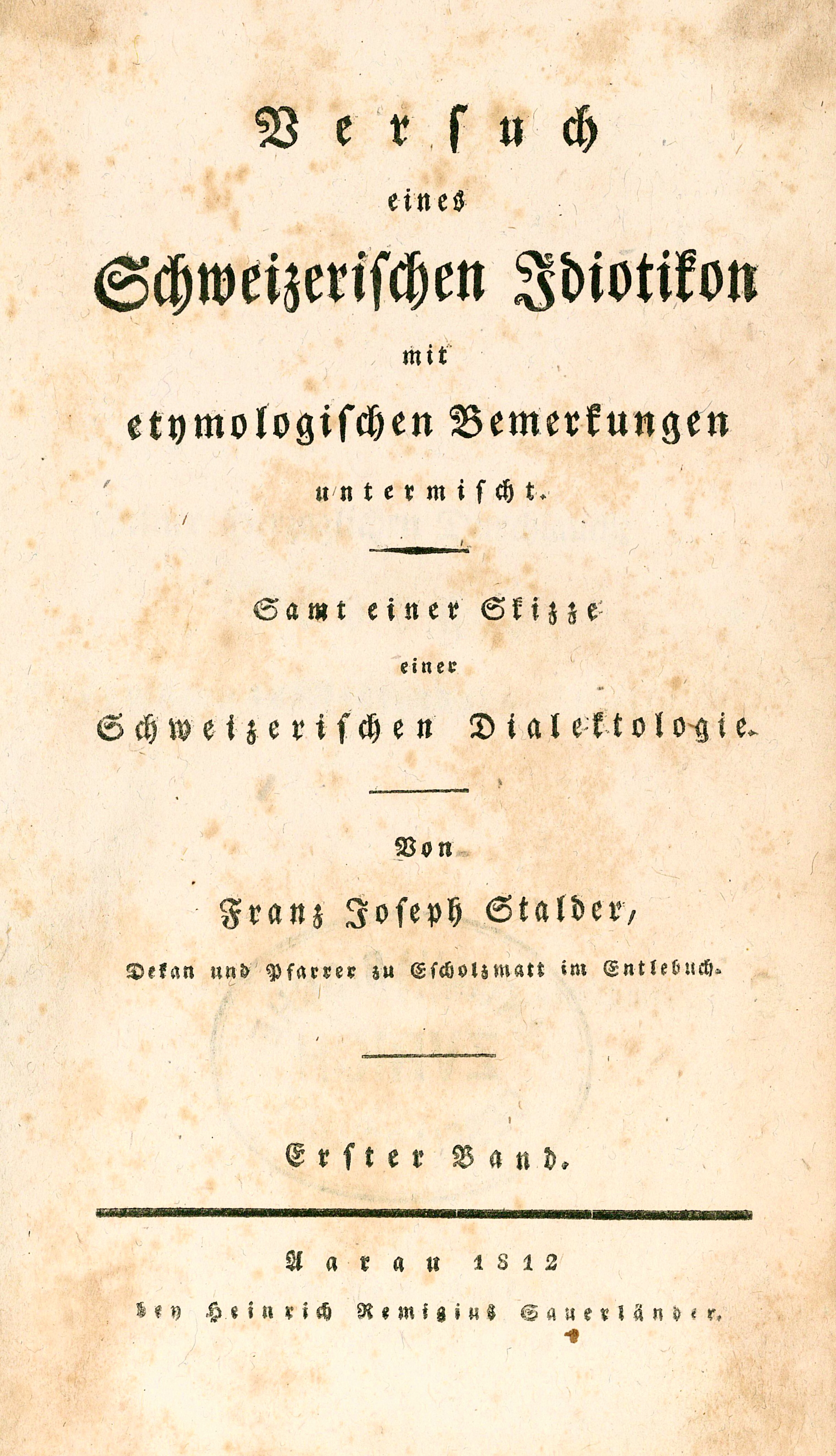
Titelblatt von Stalders «Idiotikon» von 1806/1812

1806 und 1812 gab Stalder ein zweibändiges schweizerdeutsches Wörterbuch älterer und neuerer Zeit heraus, den Versuch eines Schweizerischen Idiotikon. Hierzu angeregt wurde er vom oben erwähnten Pfarrer Schnyder von Wartensee und von den Luzerner Patriziern Felix und Joseph Anton Balthasar, und sein Vorbild war das philologische Schaffen von Johann Jakob Bodmer. Der Beisatz im Titel mit etymologischen Bemerkungen untermischt war Programm: Die «Bemerkungen», nämlich Zitate aus alten Chroniken und Urkunden sowie aus Josua Malers Wörterbuch, sollten nachweisen, dass ein «schweizerische[r] Provinzialism […] ehemals die Sanktion [d. h. Billigung] des Schriftstellers» hatte – Schweizerdeutsch wurde als eine uralte Sprache verstanden, aus der sich auch das gegenwärtige literarische Deutsch bedienen konnte. Damit vollzog er gegenüber seinen Fragmenten, wo ihm «die rauhen und unverständlichen Worte von der Entlebucherschen Kehle» noch deutlich missfallen hatten, eine deutliche Kehrtwendung. Der Volkskundler Hans Trümpy schrieb 1955, «Stalders Idiotikon [sei] eine reich dokumentierte Verteidigungsschrift fürs Schweizerdeutsche und ein verspäteter Höhepunkt im Streite zwischen Bodmer und Gottsched». Trümpy zog hier eine Verbindung zum «Zürcher Literaturstreit», als die beiden Zürcher Johann Jakob Bodmer und Johann Jakob Breitinger ab 1740 gegenüber dem Sachsen Johann Christoph Gottsched engagiert die Meinung vertraten, der schweizerdeutsche Wortschatz sei nicht weniger wert als der (mittel-)deutsche. An diesem Wörterbuch arbeitete Stalder später weiter, konnte die überarbeitete Fassung aber nicht mehr publizieren; hierzu kam es erst 1994 durch Niklaus Bigler.

### «Die Landessprachen der Schweiz oder Schweizerische Dialektologie»

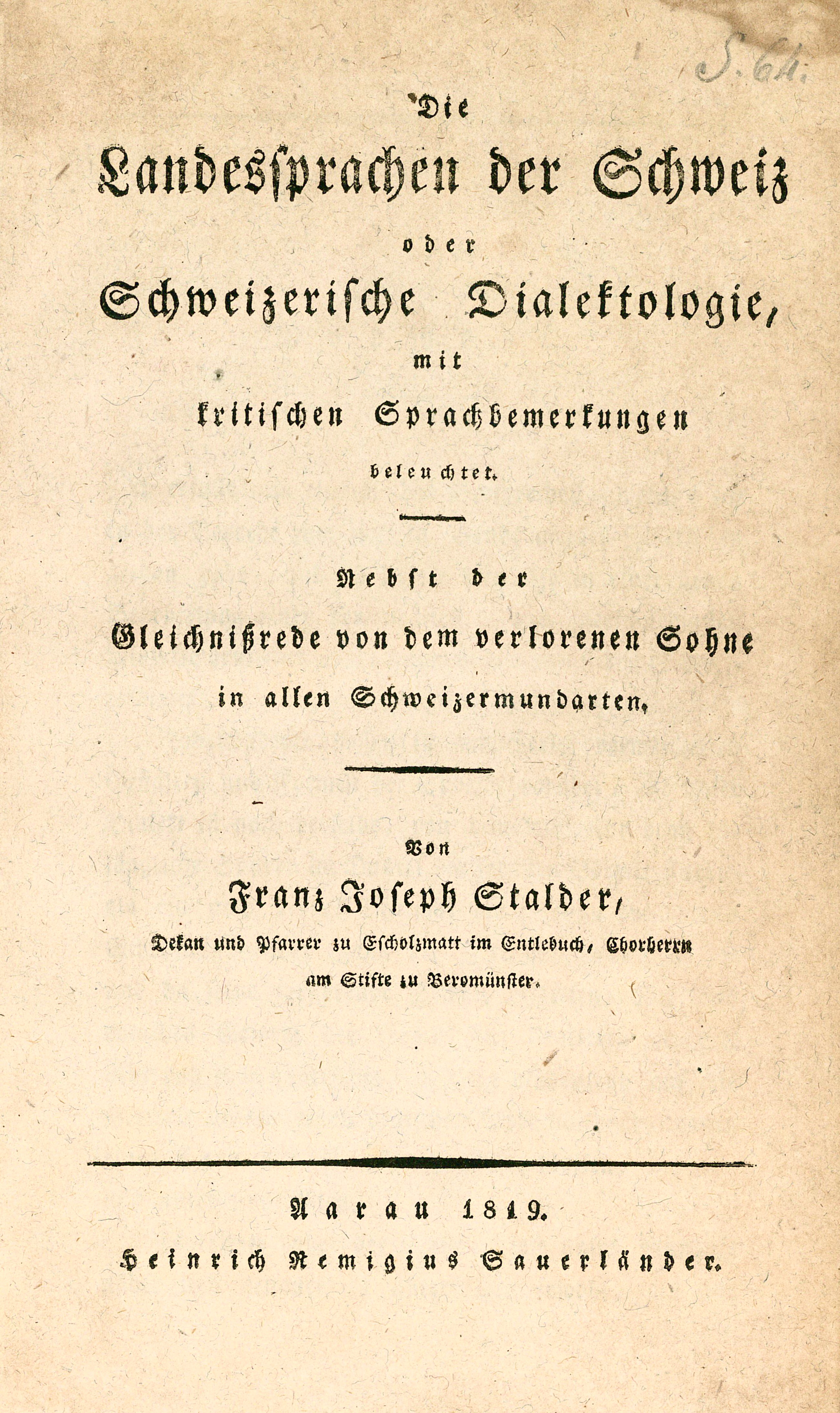
Titelblatt von Stalders «Dialektologie» von 1819

1819 gab Stalder seine Landessprachen der Schweiz oder Schweizerische Dialektologie heraus. Es enthält zum einen eine Grammatik des Schweizerdeutschen und zum andern die Übersetzung des Gleichnisses vom verlorenen Sohn in 71 Mundarten aus der ganzen deutschen und lateinischen Schweiz.
Die Grammatik versucht erstmals eine Synthese der Deutschschweizer Mundarten und nennt beispielsweise den Erhalt der mittelhochdeutschen Langvokale und Diphthonge (wie Bruuch statt «lutherisch» Brauch, Buech statt «lutherisch» Buch, wobei er die Altertümlichkeit der alemannischen Lautung ausdrücklich hervorhob), die verschiedenen regionalen Senkungen (wie i, u, ü zu e, o, ö etwa in Gebel, wörkli), Monophthongierungen (wie au zu o etwa in Bomm oder ei zu aa etwa in Gaass), Diphthongierungen (wie uu zu ui etwa in Bruich), Entrundungen (etwa ü zu i wie in Glick) und Vokalisierungen (etwa fouge statt folge), den Schwund von auslautendem -n und -e sowie die Verkürzung der Vorsilben be- und ge- zu b- und g-. Aus dem Bereich der Lautlehre thematisiert er den häufigen Zusammenfall von d und t sowie b und p ebenso wie das Auftreten eines Binde-n zwischen einem auf Vokal endenden und einem mit Vokal anfangenden Wort. In der Formenlehre erkannte er den Zusammenfall von Nominativ und Akkusativ bei den Substantiven, das Fehlen der einfachen Vergangenheitsform (Präteritum) und dass das Verb im Plural je nach Mundart eine, zwei oder drei Endungen hat. Im Bereich der Satzlehre vermerkte er die Relativpartikel wo, die an die Stelle der Relativpronomen tritt. Im Kapitel über die Wortbildung kam er auf verbale Ableitungen von Substantiven (wie «sommern», «saften», «winden», «großen», «kleinen» usw.), auf Verben auf -ele (wie «änkelen», «bitterlen», «erdelen», «fischelen» usw.), auf Wörter mit der Verkleinerungsform -li, auf die verstärkende Vorsilbe un- («ungroß», «Unkind», «Unthier») und auf das Suffix -ete («Kochete», «Backete», «Fegete», «Näiete») zu sprechen. Überdies thematisierte er die in der damaligen Schweizer Sprache beliebte Verwendung feierlicher Formeln.
Die Aufnahme des Vergleichstextes aus dem Lukas-Evangelium ging auf eine direkte Anregung des französischen Innenministers Emmanuel Graf Crétet zurück, der sich seinerseits beim Vorschlag, das Gleichnis vom verlorenen Sohn als Basistext zu nehmen, auf die Dialektumfrage Henri Grégoires von 1790 berief. Während Grégoires Enquête ein Mittel auf dem Weg war, die französischen Dialekte und Minderheitensprachen auszurotten, da sie ein Ausdruck feudalistischer Tyrannei seien und die Ausbreitung der Revolution verhinderten, begann man sich im Französischen Kaiserreich für Sprachaltertümer zu interessieren und hoffte, in den Dialekten noch «keltische Sprachreste» zu finden; hiezu wünschte Crétet auch Daten aus der Schweiz. Was mit Stalders nach Paris gesandtem Manuskript geschah, ist unbekannt; dessen überarbeitete Version nahm er indessen in seine Dialektologie von 1819 auf.

## Wirkung

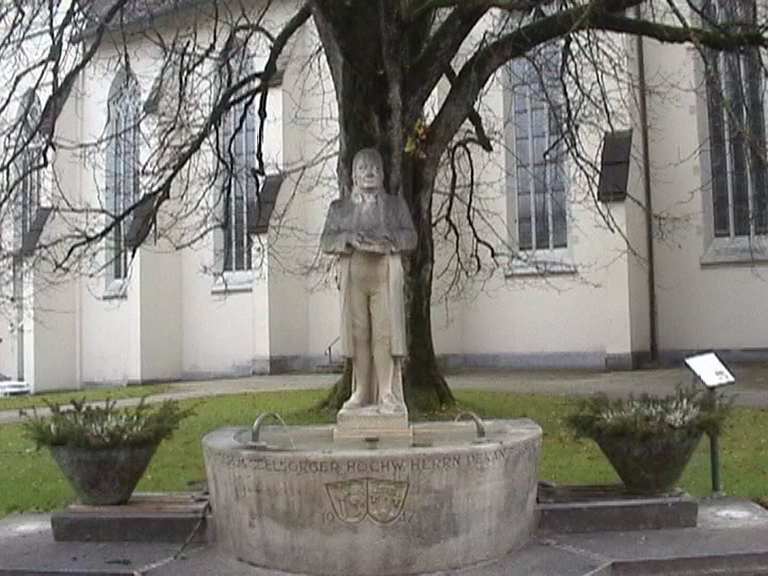
Gedenkbrunnen in Escholzmatt

Mit seinen Pionierarbeiten gilt Stalder als Begründer der schweizerischen Dialektforschung, und in Deutschland wurde sein Werk auch von Jacob Grimm und von Johann Andreas Schmeller rezipiert.
Das heute massgebliche Werk über den schweizerdeutschen Wortschatz, das Schweizerische Idiotikon, war ursprünglich lediglich als Neubearbeitung von Stalders Idiotikon gedacht, und Friedrich Staub, der Gründer des «neuen» Idiotikons, sprach zunächst von einem «Stalder redivivus». Allerdings wuchs es rasch weit darüber hinaus; eine Erinnerung an das ursprüngliche Konzept ist, dass Zitate aus Stalder mit doppelten Anführungszeichen („“) wiedergegeben werden.

## Werke
- Fragmente über Entlebuch, nebst einigen Beylagen allgemein schweizerischen Inhalts. Zürich 1797/1798, Digitalisat.
- Versuch eines schweizerischen Idiotikon, mit etymologischen Bemerkungen untermischt. 2 Bde. Basel und Aarau 1806/1812, Digitalisat von Bd. 1, Digitalisat von Bd. 2.
  - Schweizerisches Idiotikon, mit etymologischen Bemerkungen untermischt. Samt einem Anhange der Taufnamen (= Reihe Sprachlandschaft. Bd. 14). Hrsg. von Niklaus Bigler. Aarau 1994, ISBN 3-7941-3651-9 (1832 abgeschlossene erweiterte Fassung des Vorangehenden).
- Die Landessprachen der Schweiz oder Schweizerische Dialektologie, mit kritischen Sprachbemerkungen beleuchtet. Nebst der Gleichnißrede von dem verlorenen Sohne in allen Schweizermundarten. Aarau 1819, Digitalisat.